# El Chavo del Ocho
El Chavo del Ocho (literalment en català El noi del vuit) va ser una sèrie setmanal de televisió mexicana creada, guionitzada, produïda, dirigida i protagonitzada per l'actor Roberto Gómez Bolaños, Chespirito i emesa originàriament entre els anys 1973 i 1980 [a partir de 1980 i fins a 1992 la sèrie continuarà emetent-se, com a part (juntament amb El Chapulín Colorado) del show de Chespirito].
La sèrie ser estrenada al Canal 8 de Mèxic, si bé al desaparèixer aquest canal i crear-se l'empresa Televisa, la sèrie s'emetrà al Canal de las Estrellas i a Galavisión, ambdós canals del grup Televisa. En 2006 va crear-se una versió en dibuixos animats de la sèrie.
El Chavo del Ocho és la història d'un xiquet orfe i molt, simplement, com "el Chavo del 8", i que viu en un veïnatge de la Ciutat de Mèxic, en el departament número 8, i que té com "amagatall secret" un barril situat en el pati principal del veïnatge. Allí, ell ha de conviure amb els particulars veïns del veïnatge, amb els quals sempre es veu embolicat en divertides situacions.

## Història de l'emissió
El personatges de El Chavo van aparèixer originàriament com a personatges de sketch curts al programa Chespirito.
A principis de 1973, Telesistema Mexicano i Televisión Independiente de México (TIM) es van fusionar per convertir-se en Televisa. Després de la fusió, El Chavo del Ocho es va convertir en una sèrie setmanal de mitja hora de durada.
Fins aproximadament 1975, molts dels primers episodis van tenir una durada inferior als 30 minuts i van tenir un curt al començament, amb el Dr. Chapatin, Chómpiras, o un dels altres personatges dels sketchs de Chespirito.
Quan Carlos Villagrán va abandonar el programa, es va explicar que el seu personatge, Quico, s'havia anat a viure amb la seva padrina. No gaire després, Ramón Valdés també va deixar la sèrie. La sèrie setmanal de El Chavo va ser cancel·lada per Televisa el 1980.

### Chespirito
A partir del 1980, "Chespirito", va començar un nou programa, dins del qual va emetre de nou El Chavo del 8, El Chapulín Colorado i altres de les seues sèries. El debut de en aquest nou programa va ser reeixit, amb gran quantitat de nous episodis produïts. D'altra banda, el 1981, Ramón Valdés va tornar al show, després de protagonitzar alguns programes de poc èxit al costat de Villagrán. No obstant això, va deixar el programa de nou al final de l'any.
A finals dels 80 i principis dels 90, el nombre de nous episodis va començar a declinar, i molts episodis eren remakes dels primers. A més, com Chespirito es va fer gran, ja no es considerava llest per a exercir el paper d'un nen de 8 anys. Com a resultat, la producció d'El Chavo, va ser detinguda el 1992, tres anys abans de la cancel·lació de l'espectacle "Chespirito".

## Personatges
- El Chavo del Ocho (Roberto Gómez Bolaños, Chespirito)
- La Chilindrina (María Antonieta de las Nieves)
- Quico (Carlos Villagrán)
- Doña Florinda (Florinda Meza)
- Don Ramón (Ramón Valdez)
- Profesor Jirafales (Rubén Aguirre)
- Doña Clotilde, la bruja del 71 (Angelines Fernándes)
- Señor Barriga (Edgar Vivar)